# Der Blinde (Drama)
Der Blinde ist ein Drama von Friedrich Dürrenmatt. Es war sein zweites Drama nach Es steht geschrieben und wurde am 10. Januar 1948 im Stadttheater Basel unter der Regie von Ernst Ginsberg uraufgeführt.

## Handlung
Die Handlung ist im Dreißigjährigen Krieg angesiedelt und von der biblischen Geschichte des Hiob beeinflusst: Ein Herzog sitzt vor den Ruinen seines Schlosses, inmitten seines entvölkerten Landes. Da er aber kurz vor der Zerstörung seines Landes durch Wallensteins Armee schwer erkrankte und dann erblindete, weiß er nichts davon: Er glaubt, immer noch in einem prächtigen Schloss in einem blühenden Land zu wohnen. Sein Sohn Palamedes möchte ihn mit der Wahrheit verschonen.
Da kommt der italienische Edelmann Negro da Ponte daher. Er gibt vor, in schwedischen Diensten gestanden zu haben, tatsächlich gehörte er aber zu Wallensteins kaiserlichen Truppen. Auch er tut so, als sähe er das prächtige Schloss, und der Herzog ernennt ihn zu seinem Statthalter. Negro da Ponte füllt die Überreste des Thronsaals mit Söldnern, Prostituierten und anderem „Gesindel“ aus seinem Gefolge, damit der Herzog glaubt, er habe sein Volk vor sich, zu dem er noch einmal sprechen möchte.
Oktavia, die Tochter des Herzogs, hat sich in Hass und Verachtung von Vater und Bruder abgewendet und wird Negro da Pontes Geliebte. Negro da Ponte möchte den Herzog glauben machen, ein Angriff Wallensteins stünde bevor, weshalb er zu Fuß zur Grenze seines Landes fliehen müsse. Tatsächlich wird er aber nur im Kreis um sein Schloss herumgeführt. Man lässt ihn glauben, das Schloss stehe in Flammen, und Palamedes sei durch Verrat mitschuldig an der Niederlage. Palamedes, der immer tiefer in Trauer und Verzweiflung versinkt, gibt den Verrat zu (den es nicht gab) und wird vom Vater zum Tod verurteilt.
Ein Schwarzer aus da Pontes Gefolge (laut Personenverzeichnis Der Neger) wird dem Herzog als Wallenstein vorgestellt und verlangt, dass der Herzog sein zerstörtes Land an ihn abtritt und sich vor ihm erniedrigt. Der Herzog tut dies und hat damit alles verloren, was er einst besaß: seinen Sohn, seine Tochter, sein Land, sein Volk und seine Würde – nur nicht seinen Glauben.
Des Herzogs Hofdichter namens Gnadenbrot Suppe möchte dem Herzog die Wahrheit sagen. Dieser hindert ihn jedoch daran und erwürgt ihn schließlich – es wird deutlich, dass der Herzog die Wahrheit nicht erkennen will.
Oktavia sagt sich von da Ponte wieder los. Da Ponte will mit Hilfe der Leiche des Hofdichters dem Herzog vormachen, Oktavia hätte sich umgebracht. Als die Leiche hereingetragen und aufgedeckt wird, erschrickt da Ponte: Es ist tatsächlich Oktavia. Was er dem Herzog vorlügen wollte, ist wahr geworden.
Negro da Ponte zieht mit seinen Leuten weiter und lässt den Herzog einsam vor den Trümmern des Schlosses zurück, wo er schon am Anfang des Stückes saß.

## Entstehung
Dürrenmatt schrieb im Januar 1947 eine erste Fassung des Stücks, das Typoskript wird im Schweizerischen Literaturarchiv in Bern aufbewahrt. Die endgültige Fassung entstand im Winter 1947/48 während der Proben zur Uraufführung.
Das Stück wurde auch in Zürich (1948) und Münster (1951) aufgeführt, dann jedoch ließ Dürrenmatt es für weitere Inszenierungen sperren. 1960 veröffentlichte er eine leicht überarbeitete Version in Buchform.

## Rezeption
In den zeitgenössischen Kritiken wurde positiv hervorgehoben, dass das Stück die Kraft des Glaubens thematisiere. Erst in späteren Deutungen wurde der unerschütterliche Glaube des Herzogs auch als problematisch betrachtet.
Hanns Uhl lobte in seiner Rezension für Die Zeit u. a. die „spannungsreiche Sprache“ und hob „erstaunliche Parallelen zur Gegenwart“ der Nachkriegszeit hervor.